# Kítezh
Kítezh (en ruso: Ки́теж) o Gran Kítezh es una mítica y ciudad sagrada del siglo XIII localizada en el Principado de Vladímir-Súzdal en el lago Svetloyar (óblast de Nizni Nóvgorod), actual Rusia. Según recoge el folclore, la ciudad desapareció protegida por las aguas del lago ante la invasión mongola. La leyenda, de importante influencia cristiana, fue especialmente popular a principios del siglo XX y una versión de la historia se hizo popular con la ópera La ciudad invisible de Kítezh.

## Etimología
Según la etimología popular, el nombre de la ciudad procede de la residencia real de Kídeksha que fue saqueada durante la invasión de los mongoles, cerca de Súzdal, mientras que el lingüista Max Vasmer califica el topónimo de «dudoso».

## Origen
Durante la Edad Media, los mongoles habían cruzado los montes Urales en 1206, e irrumpieron en la Europa Oriental en 1223 con la victoria en la batalla del río Kalka de Gengis Kan. Entre 1237 y 1240, los mongoles junto a los pueblos tártaros y liderados por el nieto de Gengis, Batú Kan, impondrían su dominio a los eslavos orientales, acabando con la Rus de Kiev o sometiendo a la República de Nóvgorod.
La primera mención conocida de Kítezh aparece en el libro anónimo de Crónica de Kítezh («Китежский летописец»), una copia manuscrita del siglo XVIII donde se describen diversas leyendas populares de los siglos XIII y XVI, en uno de ellos se describe a la ciudad santa de Kítezh. Se cree que libro fue escrito por algún miembro de la secta conocida como viejos creyentes que utiliza y versiona el relato tradicional posiblemente de origen pagano. Para esta secta, el relato simboliza como los impuros o pecaminosos caen y los puros o santos son perdonados por Dios y llegan a la inmortalidad.
Otra de las primeras referencias escritas es en Un cuento y una pena en la ciudad secreta de Kítezh («Повестъ и взыскание о граде сокровенном Китеже») una obra apócrifa que asocia la ciudad al concepto de paraíso.  La leyenda se dio a conocer en los círculos educados de Rusia gracias a la novela épica En los bosques de Pável Mélnikov-Pechorski publicada por primera vez en 1874.
Otra versión de la historia la recoge la ópera La ciudad invisible de Kítezh de 1907. En esta versión de la historia, es una espesa niebla la que oculta y protege la ciudad del ataque de los mongoles que huyen asustados al ver solo el reflejo de la ciudad en la superficie del lago.

## Leyenda
La leyenda tiene diferentes versiones, la Crónica de Kítezh cuenta que el príncipe George Vsévolodovich (al que se asocia con el Gran Príncipe de la ciudad de Vladímir, Yuri II) mandó construir una primera ciudad con el nombre de «pequeña Kítezh» («Малый Китеж», Maly Kítezh) en una parte del río Volga. En ocasiones se identifica con la ciudad de Gorodéts. 
Tiempo después el príncipe cruzó los ríos Uzola, Sanda y Kérzhenets buscando un lugar especial para fundar una nueva ciudad. Encontró un hermoso paraje a orillas del lago Svetloyar donde decidió fundar la «Gran Kítez» («Большо́й Ки́теж», Bolshói Kítezh). La Gran Kítezh o Kítezh acogió a una mayoría de habitantes monjes y curas cristianos, dedicados a la oración, y se erigió como un punto de interés espiritual y religioso para la comunidad eslava, que la consideraba sagrada. La imagen de la urbe amurallada destacaba por sus construcciones de piedra blanca y las cúpulas doradas de las iglesias.

[...] llegó al lago, llamado Svetloyaru. Y vio un lugar que era inusualmente hermoso y lleno de gente. Y, por la súplica de sus habitantes, el noble príncipe George Vsévolodovich ordenó construir una ciudad en la orilla del lago de ese Svetloyar llamado Gran Kítezh, porque el lugar era extrañamente hermoso, y al otro lado del lago había un bosque de robles.

[...] Y esa ciudad, Gran Kítezh, se fundo en cien brazas de largo y ancho, y esta primera medida fue pequeña. Y el príncipe George ordenó agregar otras cien brazas de longitud, y la medida se convirtió en un grado de longitud: doscientas brazas y cien brazas de ancho. Y comenzaron a construir esa ciudad de piedra en el año 6673, el mes de mayo, el primer día, en memoria del santo profeta Jeremías y sus semejantes. Y esa ciudad fue construida durante tres años, y fue terminada de construir en el año 6676, el mes de septiembre, en el trigésimo día...
–Anónimo, Crónicas de Kítezh.

La versión recogida por el escritor Pável Mélnikov-Pechorski dice:

E incluso más abajo, más allá del río Kama, donde las estepas se extienden, las personas de allí son diferentes: incluso las rusas, no son las mismas que en la parte alta del río Volga. Hay un nuevo asentamiento en el Alto Volga, los rusos se ha establecido desde hace mucho tiempo a pesar de los bosques y pantanos. A juzgar por el dialecto del pueblo, los novgorodianos se establecieron allí en los antiguos tiempos de Riúrik. Las leyendas de la derrota de Batú son recientes. Indicarán tanto el "camino Batú" como el lugar de la ciudad invisible de Kítezh en el lago Svetloyar. Toda la ciudad aún está intacta: paredes de piedra blanca, iglesias con cúpulas doradas, monasterios humildes, torres con dibujos principescos, casas de piedra noble, las casas cortadas de madera que no se pudre. Esta toda la ciudad, pero es invisible. No veras a la santa gente de la gloriosa Kítezh. Se escondió milagrosamente, por orden de Dios, cuando el rey impío Batú, después de haber devastado la Rus de Súzdal, fue a luchar contra la Rus de Kítezh. El rey tártaro se acercó a la pura Gran Kítezh, quería quemar con fuego cada casa, matar a sus maridos o robarlos por completo, y tomar esposas y niñas como concubinas. El Señor no permitió el ataque de Batú sobre el santuario cristiano. Durante diez días, diez noches, las hordas de Batú buscaron la ciudad de Kítezh y no pudieron encontrarla, escondida. Y hasta ahora esa ciudad continua invisible: será revelada ante el terrible juicio final de Cristo. Y en el lago Svetloyar, en una tranquila tarde de verano, se pueden ver las paredes, las iglesias, los monasterios, las torres principescas, las mansiones boyardas o los patios de la gente del pueblo reflejados en el agua. Y por la noche se escucha el sonido sordo y triste de las campanas de Kítezh.
–Pável Mélnikov-Pechorski, En los bosques (1874).

 Los mongoles liderados por Batú Kan, ya habían sometido a vasallaje o destruido numerosas ciudades y pueblos en 1238, y rápidamente capturaron la ciudad conocida como pequeña Kítezh sin dificultad. El príncipe que se había refugiado en la ciudad huyó y se internó en el bosque en dirección a Kítezh. Batú hizo prisioneros a parte de las tropas del príncipe e intentó con torturas averiguar como llegar a la ciudad pero sin éxito. Sin embargo, los mongoles descubrieron a un traidor el cual les guio a través de sendas o caminos secretos para llegar al lago Svetloyar a través del bosque, donde se encontraba la mítica ciudad. 

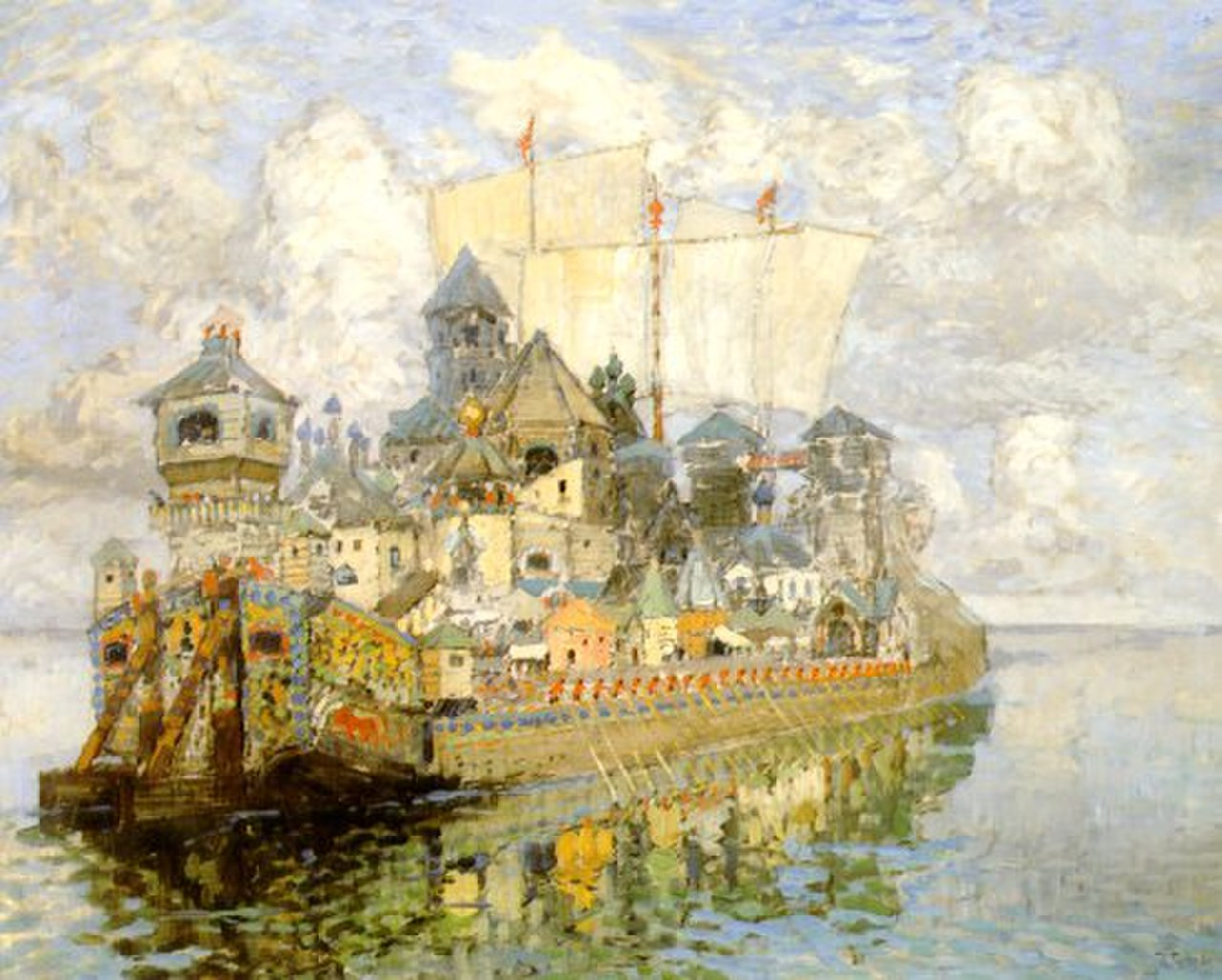
La ciudad invisible de Kítezh (1913) de Konstantín Gorbátov.

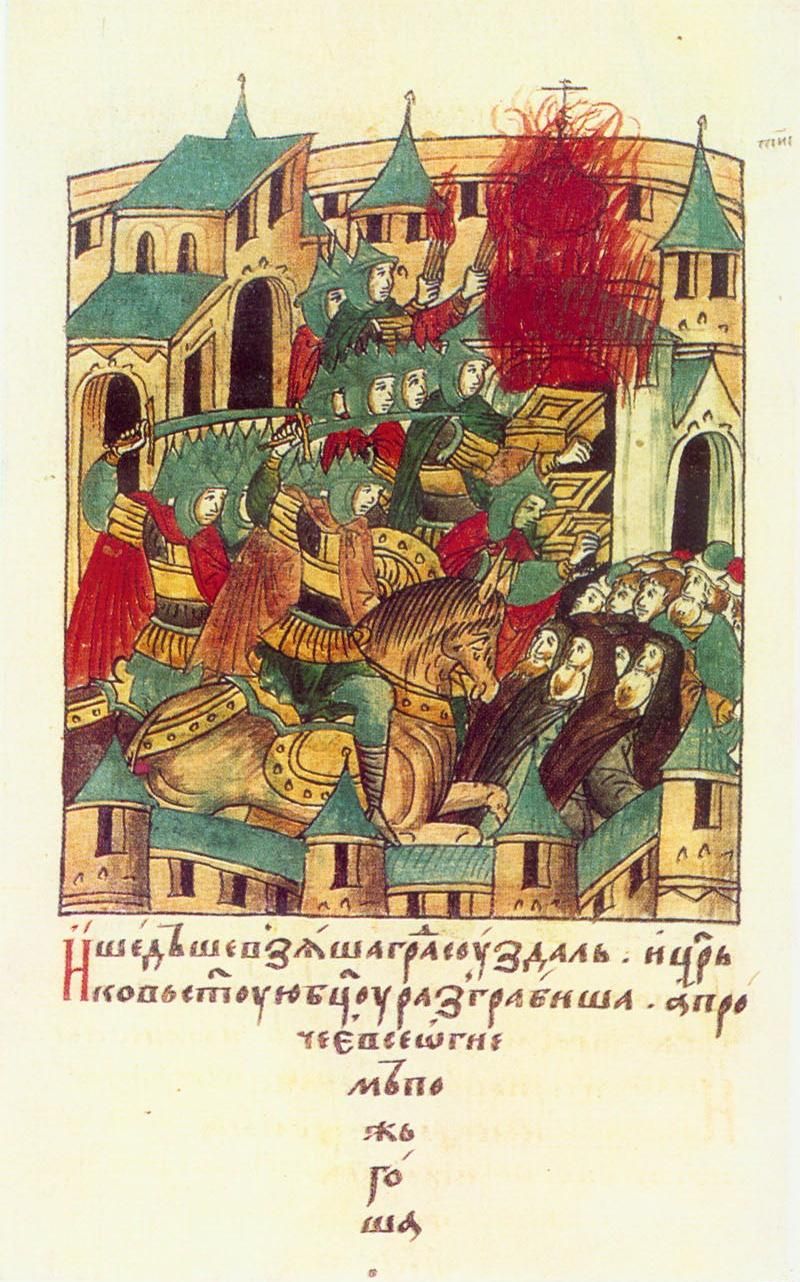
Entrada de los mongoles con Batú Kan en la histórica ciudad de Súzdal en 1238 (miniatura del).

El ejército mongol alcanzó a las puertas de la ciudad donde no encontraron resistencia ni defensa alguna. En Kítezh al ver al enemigo llegar comenzaron a realizar fervientes oraciones en las que pedían a Dios que los salvara del enemigo. Los mongoles se lanzaron al ataque pero se detuvieron al brotar del suelo alrededor de la ciudad incontables fuentes de agua. Los atacantes retrocedieron y observaron como la ciudad a orillas del lago, comenzaba a hundirse bajo el agua. Lo último que vieron de la ciudad fue la resplandeciente cúpula de una catedral con una cruz en lo alto. Pronto no quedó ningún resto y solo quedó el lago.
Sin embargo, otras versiones de la popular leyenda, como recoge la ópera La ciudad invisible de Kítezh, hablan de que se hizo invisible tras las brumas del lago gracias a las plegarias para evitar así ser conquistada. El libro Crónica de Kítezh solo hace mención a la desaparición de la ciudad bajo las aguas del lago después de ser asesinados todos sus habitantes y la destrucción de la ciudad.

## En la actualidad

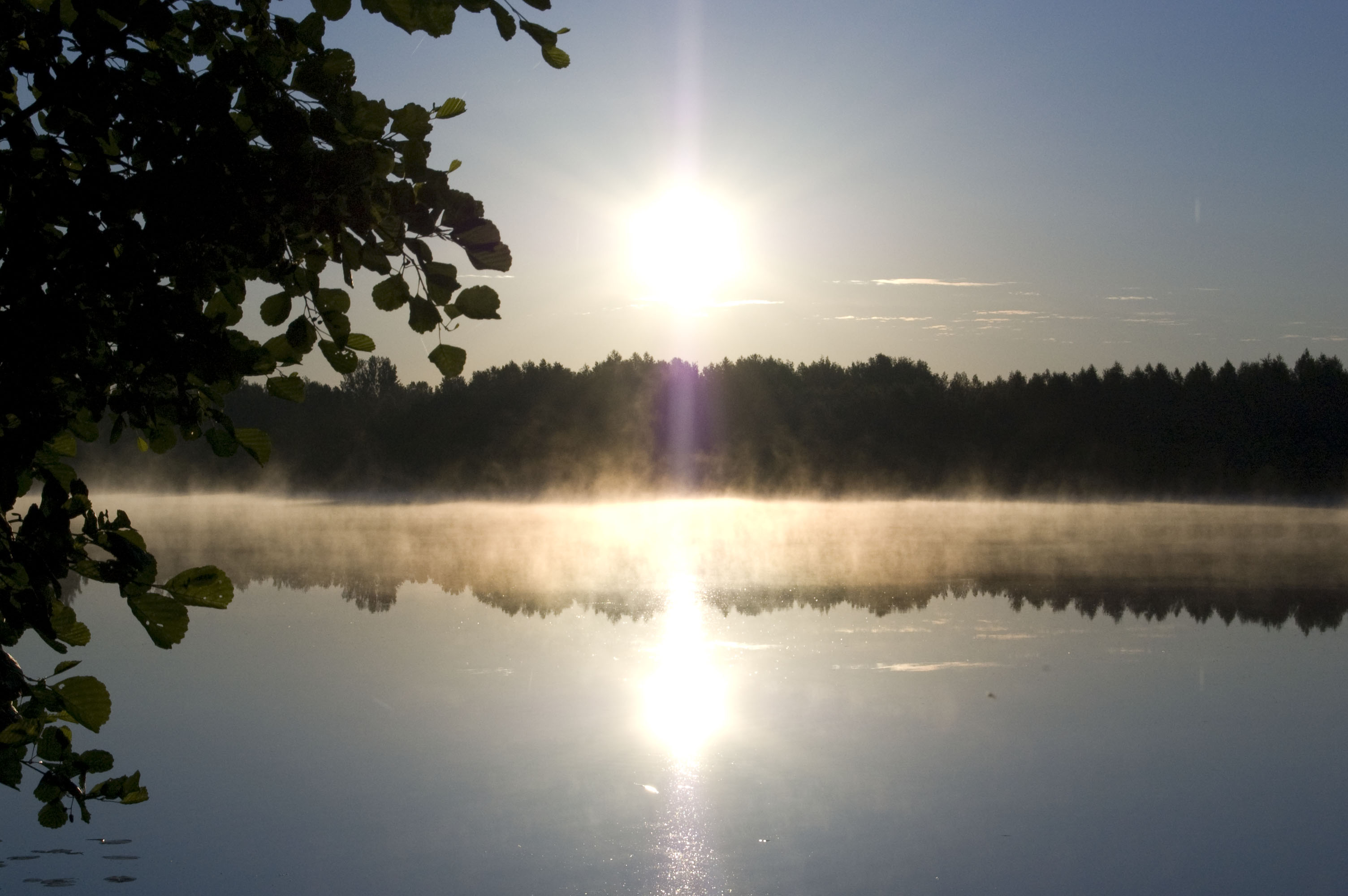
Foto del lago Svetloyar.

Una expedición arqueológica en 1968 liderada por Mark Bárinov y Tatiana Makárova investigó el área y solo encontró restos del siglo XIX. En verano de 2011, otra expedición por Yevgueni Chetvertakov investigó una colina cercana donde encontraron restos de un asentamiento abandonado tras la invasión mongola que pudo dar en parte, origen a la leyenda.
El mito dio origen a numerosos rumores que han sobrevivido hasta la actualidad. Para algunas personas, especialmente creyentes ortodoxos, es un lugar de significado religioso, peregrinaje, para algunos de los cuales el agua tiene además, propiedades especiales. Se dice que solo aquellos elegidos encontrarán el camino hasta Kítezh y la carretera hasta el lago aún recibe el nombre de «Camino de Batú» («Батыева тропа»).
La tradición popular dice que con el buen tiempo, es posible oír el sonido de las campanas de la ciudad y el sonido de himnos o ruegos religiosos surgiendo de las aguas del lago, luces de procesiones religiosas («крестный ход») entre las brumas o incluso los restos de la ciudad en el fondo del lago, lo que ha llevado a que en ocasiones el lago reciba el apodo «la Atlántida rusa».

## En el arte

### Ópera
- El cuento de la Gran Ciudad de Kitezh y el lago tranquilo Svetloyar («Сказание о граде Великом Китеже и тихом озере Светлояре»),  de Sergei Vasilenko, estrenada en 1902.
- La ciudad invisible de Kítezh y la doncella Fevróniya («Сказание о невидимом граде Китеже и деве Февронии») de Nikolái Rimski-Kórsakov, estrenada en 1907, tuvo gran repercusión y su versión de la historia causó gran influencia en otros autores.

### Pintura
- Ciudad de Kítezh en los bosques («Град Китеж В лесах») de Mijaíl Nésterov, entre 1917 y 1922.
- Ciudad invisible de Kítezh (Невидимый град Китеж) de 1913 y La ciudad hundida (Потонувший город) de 1933, ambas del pintor Konstantín Gorbátov.

### Cine
- Campanas de las profundidades - Fe y superstición en Rusia (Glocken aus der Tiefe - Glaube und Aberglaube in Rußland) es un documental del cineasta Werner Herzog de 1993, sobre su búsqueda de Kítezh.
- Lo sono l'amore es una película de 2009 y el personaje de Emma Recchi, interpretado por Tilda Swinton, tiene como apodo infantil Kítezh.[10]

### Lírica
- El lunes empieza el sábado de Arkadi y Borís Strugatski y en su adaptación al cine, Charodéi, aparecen en la novela la ciudad entre otras muchas referencias al folclore eslavo.
- Kraken, la novela del autor China Miéville menciona Kítezh en su novela: «Marge leyó acerca de sus utopías, no hundidas en la perdición sino en la recompensa: Kítezh, Atlántida, Tyno Helig.»
- La mujer de Kítezh es poema de Anna Ajmátova que habla de la ciudad gracias a la influencia de la popular ópera de Rimski-Kórsakov.

### Otros
- Rise of the Tomb Raider es un videojuego de 2015, donde la ciudad perdida de Kítezh es parte central de la trama.

- Los Sims 2, en el menú de la ciudad, se puede seleccionar la ciudad de Kitezhgrad, en la que ocurren eventos misteriosos.

- En el videojuego Signalis 'Kitezh' es el nombre de uno de los planetas.